# Halina Hermanowicz
Halina Hermanowicz (ur. 17 kwietnia 1905 w Wilnie, zm. 12 sierpnia 1983 w Radomiu) – polska malarka i pedagog.
Studiowała na Wydziale Sztuk Pięknych Uniwersytetu im. Stefana Batorego w Wilnie, w pracowni Ludomira Sleńdzińskiego. Naukę ukończyła w 1937, od 1945 zamieszkała w Radomiu. Należała do radomskiego Towarzystwa Przyjaciół Sztuk Pięknych, początkowo nauczała plastyki w szkole podstawowej, od 1967 uczyła w studium nauczycielskim.
Za działalność społeczną i oświatową została odznaczona Złotym Krzyżem Zasługi, odznaczeniem Zasłużony Działacz Kultury, Medalem Towarzystwa Przyjaciół Sztuk Pięknych, Odznaką Związku Polskich Artystów Plastyków. Spoczywa na cmentarzu prawosławnym przy ulicy Warszawskiej w Radomiu.
Twórczość Haliny Hermanowicz obejmuje malarstwo sakralne, jej obrazy zdobią wnętrza wielu świątyń ziemi radomskiej i Kielecczyzny. Ponadto malowała liczne realistyczne portrety i sceny rodzajowe. Dorobek artystki jest rozproszony i nie stanowi kolekcji w żadnej placówce kulturalnej.